# Ревдинский кирпичный завод
Ревди́нский кирпи́чный заво́д (РКЗ) — завод по производству и продаже кирпича в городе Ревде Свердловской области России. Первый кирпичный завод в Свердловской области. Производитель знаменитого «ревдинского кирпича».

## История
В 1935 году Ревдинский кирпичный завод начал свою работу в составе одного основного цеха по производству кирпича.
В 1960-е годы на заводе реконструировалось сушильное отделение, внедрены автоматы многострунной резки кирпича, осуществлён перевод обжиговой печи с твёрдого топлива на газ, освоен выпуск эффективного кирпича.
В 1970-е—1980-е годы на заводе непрерывно совершенствовалась технология и проводилась реконструкция кирпичного производства.
В 1986 году закончено строительство нового, оснащённого автоматической линией мощностью 65 миллионов кирпичей в год, заводского цеха по производству кирпича.
В 1992 году завод преобразован в акционерное общество.
В 2000 году завод вошёл в состав Уральской горно-металлургической компании (УГМК).
В 2001 году в цехе был произведено рекордное количество продукции: 82 237 000 кирпичей.
В августе 2004 года завод признан лидером строительного комплекса России, победив во Всероссийском конкурсе на лучшую строительную организацию, предприятие строительных материалов и стройиндустрии.
Предприятие включено в рейтинг 100 лучших строительных и монтажных организаций, предприятий промышленности строительных материалов и стройиндустрии Российской Федерации.
В 2005 году завод получил медаль и сертификат за высокое качество продукции на выставке «Строительство и архитектура».
В мае 2008 года ко Дню Победы в Ревде предприятием открыт Мемориал Славы, посвящённый работникам завода, погибшим в Великую Отечественную войну.
9 августа 2010 года на заводе к его 75-летию открыт музей.
В декабре 2010 года запущено в работу новое оборудование, приобретённое в ходе модернизации цеха.
В мае 2011 года в цехе № 2 установлены новые паллетоупаковщик и транспортёр готовой продукции.

## Продукция завода
На заводе производятся:
- Рядовой пустотелый кирпич и камень
- Рядовой полнотелый кирпич и камень
- Камень керамический с ПГС
- Лицевой пустотелый кирпич
- Лицевой полнотелый кирпич
- Клинкерный кирпич
- ABC-Klinker Ригель-формат
- Кирпич торкретированный и ангобированный

## Культура

### Музей Ревдинского кирпичного завода
Музей открыт 9 августа 2010 года — к 75-летию завода.
Выставочный зал — небольшой, включает 4 экспозиции.
Первая экспозиция посвящена истории завода.
Вторая экспозиция рассказывает о ветеранах производства.
В коллекции музея имеются две книги о Кирзаводе, написанные Елизаветой Егоровной Шумаковой.
Третья экспозиция рассказывает о производстве и поставках кирпича.
Четвёртая экспозиция посвящена культурно-спортивной деятельности работников завода.
В планах: сделать крутящийся макет завода и установить его в центре выставочного зала.

### Мемориал «Славы»
Памятник, посвящённый работникам Ревдинского кирпичного завода, погибшим в Великую Отечественную войну, изготовлен предприятием по эскизу жителя Ревды — Юрия Макушева и открыт в посёлке «Кирпичный завод» Ревды ко Дню Победы в мае 2008 года.
Композицию украшают установленная на постаменте трёхметровая фигура солдата с винтовкой на плече, и мемориальная доска, на которой выгравированы 39 фамилий погибших в войну работников завода.

## Фотогалерея
| - Здание администрации завода | - Холл здания администрации | - Мемориал Славы | - Завод |